# Парламентарни избори в Северна Корея (1962)
Парламентарните избори в Северна Корея през 1962 г. са трети избори за Върховно събрание и са проведени на 8 октомври.
Само един кандидат е избиран във всеки избирателен район, всички от които са представители на Корейската работническа партия, въпреки че някои са кандидати от името на други партии или държавни организации, за да се даде вид на демокрация.

## Резултати
| Коалиция                                        | Партия                         | Гласове | %     | Места |
| ----------------------------------------------- | ------------------------------ | ------- | ----- | ----- |
| Демократичен фронт за обединение на отечеството | Корейска работническа партия   |         | 100,0 | 371   |
| Демократичен фронт за обединение на отечеството | Чондоистка партия              | 4       | 100,0 |       |
| Демократичен фронт за обединение на отечеството | Корейска демократична партия   | 4       | 100,0 |       |
| Демократичен фронт за обединение на отечеството | Народна партия донгро          | 1       | 100,0 |       |
| Демократичен фронт за обединение на отечеството | Будистки съюз                  | 1       | 100,0 |       |
| Демократичен фронт за обединение на отечеството | Гонмин народен съюз            | 1       | 100,0 |       |
| Демократичен фронт за обединение на отечеството | Демократична независима партия | 1       | 100,0 |       |
| Общо                                            | Общо                           |         | 100   | 383   |
| Регистрирани гласове/активност                  | Регистрирани гласове/активност |         | 100,0 | –     |
| Източник: Nohlen et al.                         |                                |         |       |       |